# 八木澤徹
八木澤 徹（やぎさわ とおる、1960年1月 - ）は日本のジャーナリスト。日刊工業新聞編集委員。
栃木県生まれ。化学工業日報社を経て日刊工業新聞社に入社。編集記者として鉄鋼、通信、自動車、郵政、厚生労働など各分野を担当する。ニュースセンターデスクを経て編集委員になる。2005年4月から論説委員を兼務している。
著書に『ジャパンポスト―郵政民営化 40万組織の攻防』（2005年）『ひと目でわかる!図解NTTデータ』(2008年)がある。